# Sōya Takada
Sōya Takada (jap. 高田 颯也, Takada Sōya; * 15. August 2001 in der Präfektur Saitama) ist ein japanischer Fußballspieler.

## Karriere

### Verein
Sōya Takada erlernte das Fußballspielen in der Mannschaft des Feznts FC, der Konan Minami Secundary School, den Sakado Diplomats sowie in der Jugendmannschaft von Ōmiya Ardija. Hier unterschrieb er 2020 auch seinen ersten Profivertrag. Der Verein aus Saitama spielte in der zweiten japanischen Liga, der J2 League. Sein Zweitligadebüt gab er am 19. Juli 2020 im Auswärtsspiel gegen Ventforet Kofu. Hier wurde er in der 82. Minute für Yūta Mikado eingewechselt. Bis Ende 2022 bestritt er für Ōmiya 31 Ligaspiele. Zu Beginn der Saison 2023 wechselte er auf Leihbasis zum ebenfalls in der zweiten Liga spielenden Tokushima Vortis. Für den Verein aus Tokushima bestritt er bis Leihende 34 Ligaspiele. Nach der Ausleihe wurde er von Tokushima am 15. August 2024 fest unter Vertrag genommen.

### Nationalmannschaft
Sōya Takada spielte 2019 dreimal in der japanischen U18-Nationalmannschaft.